# Laugh-O-Gram Studio
Il Laugh-O-Gram Studio, o la società Laugh-O-Gram Films, fu il primo studio di animazione fondato da Walt Disney nel 1922, quando aveva appena 20 anni. Esso aveva sede al piano terra del McConahay Building al 1127 East 31st di Kansas City.
Lo studio e le sue produzioni, chiamate Laugh-O-Grams, segnano il primo tentativo da parte di Disney di lanciarsi in proprio nel mondo del cinema e dell'animazione in particolare, come testimoniato anche dalla scelta del luogo, la città di Kansas City, lontano da New York, l'allora capitale dell'animazione, o Hollywood, il capoluogo del cinema in rapida crescita.
Ricco di entusiasmo, ma inesperto nella gestione aziendale, Disney si circondò di collaboratori e dipendenti che in seguito divennero grandi nomi dell'animazione, tra cui Ub Iwerks, Hugh Harman, Rudolf Ising, Carman Maxwell e Friz Freleng. Lo studio giocò quindi un ruolo importante nei primi anni dell'animazione, e sembra aver fornito a Disney e Iwerks una prima ispirazione per la creazione di Topolino. Il Laugh-O-Gram Studio fallì appena un anno dopo la sua creazione, ma conteneva già le radici del futuro successo di Disney.

## Storia

### Walt Disney: daiNewman Laugh-O-Gramsalle produzioni indipendenti
La storia dello studio inizia nel 1919 con l'incontro di due ragazzi diciassettenni, Walt Disney e Ub Iwerks, all'epoca impiegati nell'agenzia pubblicitaria di Kansas City Pesmen-Rubin Commercial Art Studio. I due giovani animatori furono licenziati subito dopo il periodo natalizio, ma Iwerks trovò un annuncio per un impiego simile in un altro studio della città, la Kansas City Film Ad, e propose a Disney di candidarsi per il lavoro. Un mese dopo aver ottenuto l'impiego, Disney riuscì a far assumere allo studio anche Iwerks. I due animatori lavorarono quindi al fianco di Fred Harman e William McAtee "Red" Lyon alla Kansas City Film Ad. Nel 1920 o 1921 Walt Disney avvicinò Frank L. Newman, il proprietario di una catena locale di cinema, per proporgli un servizio di brevi sequenze di animazione per illustrare le notizie locali.
Newman proiettò la bobina di prova realizzata da Walt Disney il 20 marzo 1921 e, in seguito alla buona accoglienza del primo filmato, ne richiese altri. Disney pubblicò allora un annuncio per "formare giovani animatori", al quale rispose per primo Rudolf Ising, che in realtà disegnava di giorno, mentre Walt, che ancora lavorava alla Kansas City Film Ad, disegnava di notte. All'epoca, Disney realizzava i disegni con inchiostro blu, che non si stampava sulle pellicole ortocromatiche, mentre Ising assicurava il disegno definitivo e l'inchiostrazione. I due animatori realizzarono quindi diversi cortometraggi di circa un minuto ciascuno per il Newman Theater, un cinema di Kansas City che illustrava in animazione i problemi locali, come le condizioni del traffico o la corruzione della polizia. Questi filmati vennero chiamati Newman Laugh-O-Grams. Secondo i ricordi di Walt, egli produsse un cortometraggio alla settimana.
Nonostante il successo dei Newman Laugh-O-Grams Disney voleva affrontare soggetti più sostanziali. Con l'idea di cavalcare il successo di Aesop's Fables di Paul Terry, serie iniziata l'anno precedente, decise di basare la propria produzione sulle fiabe. Grazie agli annunci pubblicitari raggruppò altri animatori, in realtà studenti perlopiù sui vent'anni di età. Il loro primo soggetto di lavoro fu la fiaba di Cappuccetto Rosso di Charles Perrault. All'epoca Disney non aveva molta più esperienza dei suoi allievi e, per colmare le lacune tecniche, utilizzò il libro di Edwin George Lutz del 1920 Animated Cartoons; How They Are Made, Their Origin and Development, grazie al quale imparò molte tecniche che rientrano nel "campo" Bray-Lutz. All'epoca esisteva infatti nel mondo dell'animazione una sostanziale contrapposizione tra due scuole di pensiero: i sostenitori della metodologia di Winsor McCay, caratterizzata da una meticolosa cura dei dettagli e una sovrabbondanza di tinte, ma dai lunghi tempi di produzione; e gli affiliati a John Randolph Bray, il cui stile, contraddistinto da un metodo di lavoro a linea di produzione dai tempi rapidi ed economico, era stato codificato per la prima volta da Lutz. Come notato da Merritt e Kaufman, nonostante l'interessamento di Disney per le teorie Bray-Lutz, egli conservava comunque l'idea di McCay di mantenere un elevato livello qualitativo.
Nei sei mesi successivi Disney e i suoi studenti animatori realizzarono Cappuccetto Rosso e, nella primavera del 1922, iniziarono una nuova storia, I musicanti di Brema. Nelle parole di Ising riportate da Merritt e Kaufman, Walt Disney avrebbe contratto molti debiti per avviare la sua attività e per ridurre al minimo i costi di manodopera, tuttavia, vedendo i buoni risultati delle sue produzioni, decise di fondare un proprio studio e di pagare i suoi futuri dipendenti in azioni.

### La nascita dello studio Laugh-O-Gram Films
Il 18 maggio 1922 Walt Disney presentò domanda per la creazione di una società con 300 azioni da 50 dollari ciascuna. Il 23 maggio lo Stato del Missouri pubblicò il certificato di costituzione della Laugh-O-Gram Films Inc., con un capitale iniziale di 15 000 dollari, ma in realtà solo il 51% delle azioni erano state acquistate a 7 700 dollari, di cui 2 700 in contanti e il resto in investimenti materiali. Con il denaro raccolto dall'emissione dei titoli, Walt e i suoi ex allievi comprarono una fotocamera 35 mm Universal e il proprio sistema di stampa, per accelerare il laborioso processo fino ad allora utilizzato e consistente nell'invio dei film a Chicago. Inoltre l'azienda si trasferì al McConahay Building situato al 1127 East 31st, a pochi chilometri dalla Troost Avenue dove Disney dava le sue lezioni, occupando cinque stanze al primo piano. Nel giugno 1922 l'azienda si presentava attraverso la stampa grazie a comunicati pubblicitari in pubblicazioni commerciali.
Ai primi animatori — Hugh Harman, Carman Maxwell, Lorey Tague e Rudolf Ising, questi ultimi responsabili di molteplici compiti — si unirono rapidamente Red Lyon, che veniva dalla Kansas City Film Ad, e Otto Walliman. Adolpg Kloepper era il manager, Leslie Mace il venditore e Walt Pfeiffer, un amico d'infanzia di Disney, lo sceneggiatore. Nonostante i titoli e i ruoli ufficiali, la produzione si basava sulle capacità individuali dei singoli collaboratori; quindi Lyon era ufficialmente l'operatore di ripresa, ma anche Ising e a volte Maxwell detenevano quel ruolo. Durante l'estate del 1922 la società finì la produzione de I musicanti di Brema e iniziò quella di Jack and the Beanstalk, ma la necessità di guadagni si fece sentire, e quella stessa estate il gruppo cominciò la ricerca di un distributore. Messaggi pubblicitari che annunciavano la produzione di dodici film vennero pubblicati nel numero di luglio della rivista Motion Picture News.
Leslie Mace, il venditore della società, si trasferì a New York per ottenere un contratto con i distributori dell'allora capitale del cinema, ma tornò a mani vuote. Sulla via del ritorno incontrò William R. Kelley, il rappresentante del Tennessee del Pictorial Club, un gruppo di distribuzione di film al di fuori dei cinema, per lo più in scuole e congregazioni religiose. Il Pictorial Club del Tennessee offrì alla Laugh-O-Gram Films un contratto di 11 000 dollari per la produzione di sei cortometraggi animati basati su fiabe popolari e racconti per bambini. Il 16 settembre 1922 venne firmato il contratto tra il gruppo e lo studio, ma esso permetteva al Pictorial Club di effettuare il versamento completo entro il 1º gennaio 1924, quindici mesi dopo; il primo pagamento fu infatti di appena 100 dollari. Le produzioni della nuova società furono ben accolte nella zona di Kansas City, ma i costi superavano i ricavi.

### I problemi finanziari e la fine dello studio
Nel mese di ottobre, poco dopo la firma del contratto e mentre il Laugh-O-Gram Studio aveva appena finito Goldie Locks and the Three Bears e aveva messo in cantiere Il gatto con gli stivali, il Pictorial Club del Tennessee cessò improvvisamente le sue attività. L'azienda non pagò per i film commissionati, sia che non ne fosse in grado o che non volesse. Secondo una lettera di Red Lyon a sua madre di metà ottobre, lo studio perdeva 400 dollari a settimana; per guadagnare qualche soldo si lanciò quindi nella fotografia di bambini, come riportato dal quotidiano The Kansas City Star alla fine di ottobre. Nel novembre 1922 Disney assunse comunque Ub Iwerks, l'ex collega di lavoro presso la Kansas City Film Ad e tipografo, che "rivoluzionò il suo studio". Michael Barrier riporta in proposito, che la partenza di Iwerks dalla società pubblicitaria per unirsi allo studio di Disney vicino al fallimento non è giustificata da alcun motivo conosciuto. Un'altra dipendente, arrivata poco dopo Iwerks, fu Nadine Simpson; essa venne impegnata come contabile, ma la sua rete di relazioni nel mondo del cinema a Kansas City permise al giovane studio di recuperare le vecchie pellicole dei cortometraggi diffusi nei cinema locali e utilizzarle come esempi e materiale didattico per le lezioni di animazione. Pochi mesi più tardi, dopo che Disney e il suo team avevano completato i primi sei film, i pagamenti del Pictorial Club vennero a mancare, e il fallimento della società partner causò quello della Laugh-O-Gram. Nel dicembre 1922, con la fine della produzione di Cenerentola, Disney non poteva più pagare i suoi dipendenti.
Fortunatamente Thomas McCrum, un dentista della città, salvò l'azienda da un fallimento totale pagando lo studio 500 dollari per la realizzazione di un cortometraggio che reclamizzasse la spazzolatura dei denti: Tommy Tucker's Tooth. Con una macchina da presa acquistata nel settembre 1922 in previsione di riprese in live action più economiche da produrre, Disney girò Tommy Tucker's Tooth nel dicembre 1922 con molti bambini del quartiere. Dave Smith considera questo film come il primo cortometraggio educativo di Disney. I ricavi di questa produzione non permisero a Disney di eludere lo spettro del fallimento che incombeva sul suo studio ed egli si imbarcò in nuovi progetti, cercando anche di diversificare la propria attività. Avviò quindi la produzione di una serie di film musicali, i Song-O-Reels, che venissero proiettati nel locale Isis Theater, ma un solo film venne girato, Martha. Nel marzo 1923 Walt cercò di suscitare l'interesse della Universal con una serie di cortometraggi intitolati Lafflets, nessuno dei quali è sopravvissuto. Nella primavera dello stesso anno lo studio decise di produrre un film supplementare, impegnandosi nella produzione di un cortometraggio innovativo che unisse live action e animazione, Il Paese delle Meraviglie di Alice, film pilota delle Alice Comedies. Il contratto con Virginia Davis, che avrebbe ricevuto il 5% dei ricavi del film, venne firmato 13 aprile 1923. Merritt e Kaufman riportano che a metà anno gli investitori locali erano diventati, almeno sulla carta, i proprietari di tutte le attrezzature dello studio e del contratto con il Pictorial Club. Barrier è più specifico nelle sue osservazioni: il 2 giugno 1923 Disney trasferì il contratto del Pictorial a due dei suoi investitori, dopo aver ipotecato tutte le sue attrezzature per evitare il fallimento. A metà giugno, durante la produzione de Il Paese delle Meraviglie di Alice, lo studio tornò al locale, meno costoso, del 2241 Troot Avenue.
Lo studio ormai non poteva più far fronte alle sue spese e dichiarò il fallimento nel luglio 1923, nonostante i costi di produzione, che sarebbero oggi considerati miseri, di 30 centesimi per un piede di pellicola. Roy O. Disney, un fratello di Walt allora in convalescenza in California, lo invitò a venire a Hollywood. Disney lavorò allora come fotografo freelance e, vendendo la sua macchina da presa, riuscì a raccogliere abbastanza soldi per comprare un biglietto ferroviario di sola andata per la California, portando con sé una copia di lavoro de Il Paese delle Meraviglie di Alice e lasciandosi alle spalle la sua squadra. Christopher Finch riferisce che sarebbe partito con soli 40 dollari in tasca e che avrebbe promesso ai suoi collaboratori di aiutarli a venire in California. A Los Angeles Walt fondò il 16 ottobre 1923 il Disney Bros. Studio, con l'aiuto finanziario e gestionale del fratello. La liquidazione dello studio Laugh-O-Gram fu un caso che si concluse solo nel gennaio 1927, dopo una serie di frizioni. Nel gennaio 1924 il curatore fallimentare riuscì infatti a convincere la filiale di New York del Pictorial Club a coprire i debiti del ramo di Kansas City, il cui mancato pagamento aveva mandato in bancarotta la Laugh-O-Gram, ottenendo al contempo i diritti per lo sfruttamento commerciale delle pellicole commissionate. Questo provocò nell'estate del 1925 il malcontento di Charles B. Mintz, marito di Margaret J. Winkler, la cui azienda aveva ottenuto i diritti di distribuzione de Il Paese delle Meraviglie di Alice da parte di Disney, cosa che avvelenò i rapporti tra il disegnatore e Mintz.

## Filmografia
La filmografia dello studio — il cui unico regista è Walt Disney — è composta dai sette Laugh-O-Grams e dai corti autonomi Tommy Tucker's Tooth, Martha e Il Paese delle Meraviglie di Alice, pilota della futura serie Alice Comedies. I Laugh-O-Grams si ispirano liberamente a fiabe classiche, applicandovi un'ambientazione contemporanea e trasformandone i protagonisti in normali ragazzi o animali (molto frequente la presenza di gatti, prototipi del futuro Julius the Cat). Nel 1929 i Laugh-O-Grams, che nel frattempo avevano cambiato proprietari, vennero riediti in versione sonora con nuovi titoli. A causa della loro data di distribuzione, tutti i cortometraggi prodotti dallo studio sono oggi di pubblico dominio.
- Cappuccetto Rosso (Little Red Riding Hood, 29 luglio 1922) - versione sonora: Grandma Steps Out
- I musicanti di Brema (The Four Musicians of Bremen, 1º agosto 1922) - versione sonora: The Four Jazz Boys
- Jack and the Beanstalk (settembre 1922) - versione sonora: On the Up and Up
- Jack the Giant Killer (12 settembre 1922) - versione sonora: The K-O Kid
- Goldie Locks and the Three Bears (ottobre 1922) - versione sonora: The Peroxide Kid
- Il gatto con gli stivali (Puss in Boots, 3 novembre 1922) - versione sonora: The Cat's Whiskers
- Cenerentola (Cinderella, 6 dicembre 1922) - versione sonora: The Slipper-y Kid
- Tommy Tucker's Tooth (6 dicembre 1922)
- Martha (1923)
- Il Paese delle Meraviglie di Alice (Alice's Wonderland, 1923)

### Analisi dei cortometraggi animati
Secondo i ricordi di Harman e Ising, i primi film furono per lo più realizzati su fogli di carta e di tanto in tanto su rodovetri. Barrier tuttavia, che pure cita i due disegnatori, rimarca che solo Cappuccetto Rosso ottenne sicuramente questo tipo di trattamento, mentre le produzioni successive utilizzarono per lo più rodovetri, notando come l'uso di fogli di celluloide offrisse molta più libertà agli animatori. Durante la produzione dei Laugh-O-Grams, i rodovetri venivano tagliati nella misura di grandi fogli e perforati in basso per garantire un corretto allineamento. Le animazioni venivano realizzate in inchiostro su questi rodovetri, i quali erano poi disposti sugli sfondi disegnati a matita, e il tutto veniva fotografato con la macchina da presa immagine per immagine. Barrier indica che questa modalità di produzione era ispirata a quella di Paul Terry, che la usava per le sue Aesop's Fables, fonti d'ispirazione per Disney e il giovane studio anche nel tema degli argomenti trattati: Terry animava le favole e i miti antichi e medievali, mentre il Laugh-O-Gram prediligeva racconti popolari più recenti.
Lo stile grafico di questi cortometraggi mostra l'uso ripetuto di elementi per risparmiare tempo e denaro, in particolare di cicli, ripetizioni di brevi sequenze con lo stesso movimento, come il camminare. Nonostante la limitata caratura tecnica degli animatori dello studio, Steven Watts afferma che «all'epoca compensavano la loro inesperienza con il loro entusiasmo».

## Eredità culturale

### L'edificio

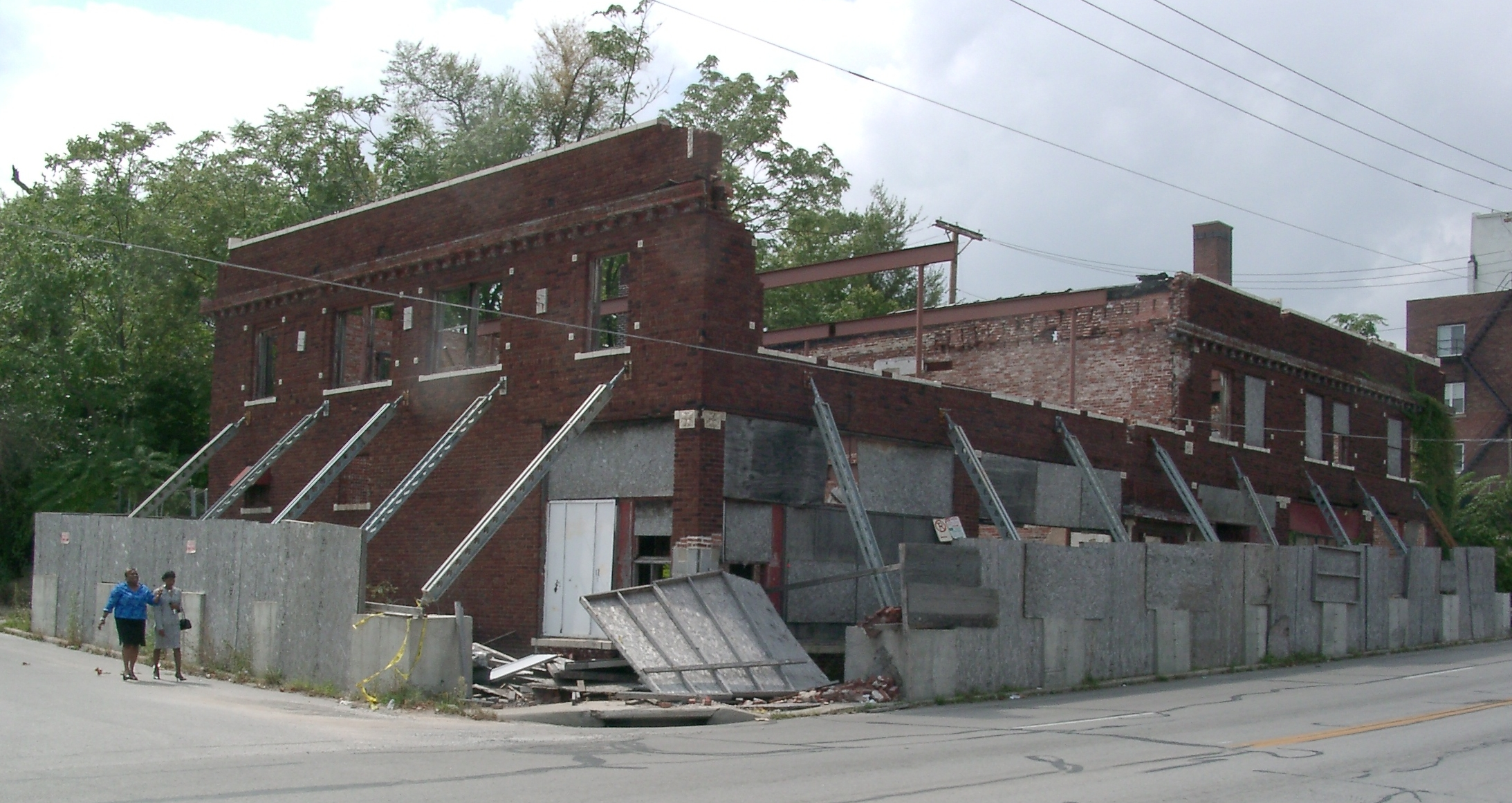
Il Laugh-O-Gram Studio in rovina nel settembre 2004, prima dei lavori di restauro.

Alla sua apertura, l'azienda Laugh-O-Gram Films si installò al primo piano del McConahay Building, situato al 1127 East 31st a Kansas City, di fronte all'angolo della strada. L'edificio cadde in rovina, ma vennero fatti degli sforzi per ripristinarlo: nel 2009 la famiglia Disney, supportata dalla Thank You Walt Disney, un'organizzazione locale creata in memoria dello studio, promise una somma di 450 000 dollari per i lavori di restauro.
L'esterno dell'edificio venne stabilizzato nello stesso anno, e la Thank You Walt Disney avviò uno studio di fattibilità per trasformare il locale in un museo, con al suo interno una sala proiezioni e un centro educativo.

### Ispirazione per Topolino
Walt Disney dichiarò in un'intervista, rilasciata molto tempo dopo i fatti, di essere stato ispirato nella creazione di Topolino da un topo domestico che veniva nel suo ufficio presso il Laugh-O-Gram Studio:

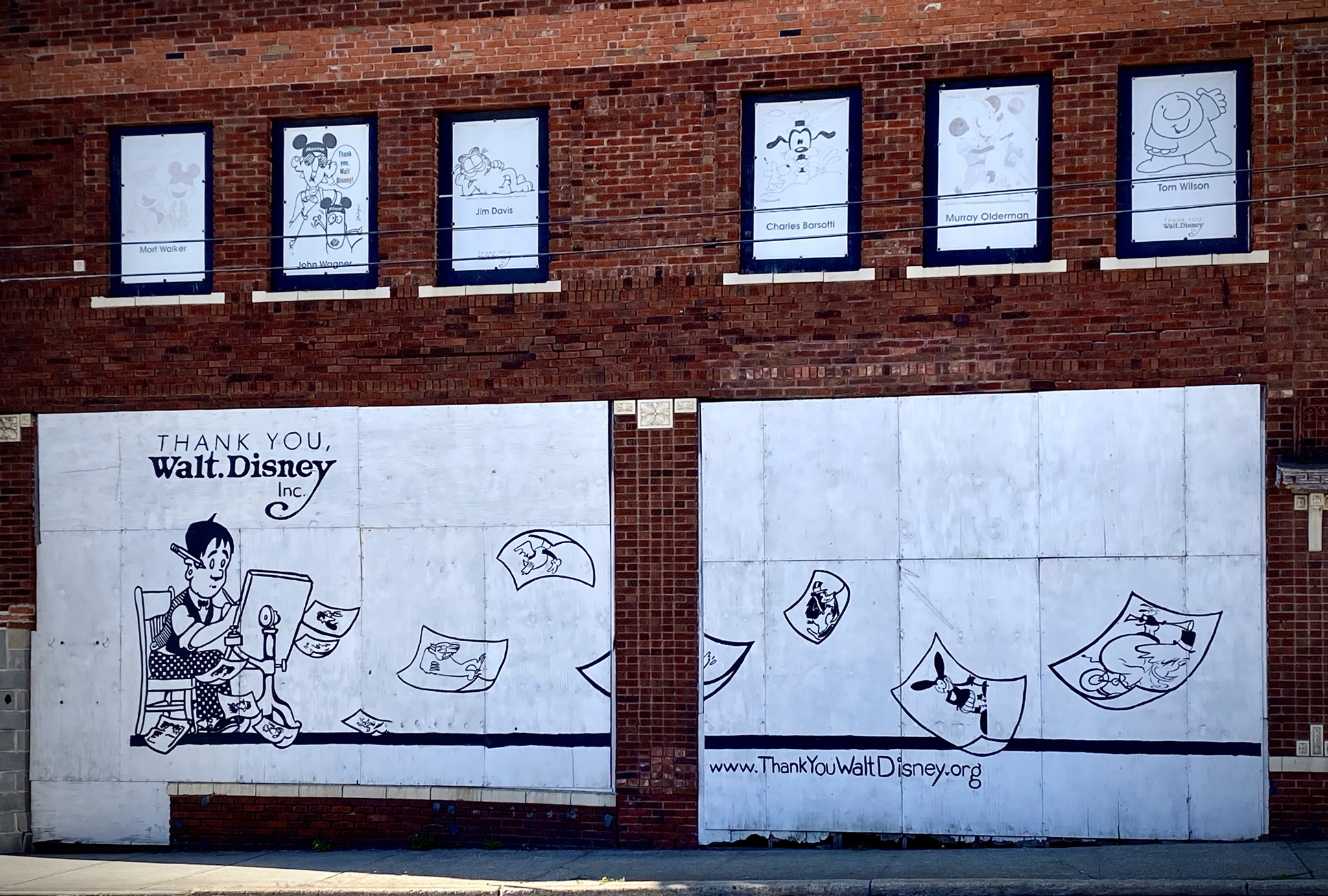
Lato sinistro del murale Thank You Walt Disney

(Walt Disney)

### Riscoperta di bobine perdute
In seguito al fallimento dello studio e agli avvicendamenti di distributori avvenuti nel corso degli anni, alcuni cortometraggi del Laugh-O-Gram Studio sparirono dalla circolazione. Il 17 luglio 1998, Charles Solomon del Los Angeles Times annunciò che il cortometraggio Cappuccetto Rosso (1922), considerato perduto fin dagli anni ottanta, era stato ritrovato presso un collezionista britannico che l'aveva acquistato diversi anni prima con il titolo sbagliato Grandma Steps Out.
Nell'ottobre del 2010 due storici dell'animazione del Museum of Modern Art di New York, David Gerstein e Cole Johnson, comunicarono di aver rinvenuto altri due cartoni animati considerati perduti, catalogati sotto titoli alternativi. Negli archivi del MoMA Cole Johnson si era infatti imbattuto in Goldie Locks and The Three Bears (indicato come The Peroxide Kid), assegnato in una riedizione del 1929, mentre Gerstein in Jack the Giant Killer (The K-O Kid).
Nel 2005 Johnson trovò il titolo Goldie Locks and The Three Bears erroneamente associato ad Alice and the Three Bears (1924) della serie Alice Comedies. Per quanto riguarda Jack the Giant Killer, Gerstein ebbe un'ulteriore conferma del fatto che non fosse semplicemente un'altra intitolazione di Jack and the Beanstalk grazie a una descrizione del Pictorial Club del 1924; per molto tempo, infatti, si era pensato che i due corti fossero in realtà lo stesso film, finché l'ipotesi non venne smentita da John Kenworthy prima e da Michael Barrier poi, rispettivamente grazie a un documento di fallimento dell'azienda e a un comunicato stampa. Gerstein dichiarò di aver scoperto anche degli elementi di Jack and the Beanstalk e il finale perduto di Cenerentola in una collezione privata.